# Bataille de Dungan's Hill
Guerres confédérées irlandaises
La bataille de Dungan's Hill s'est déroulée dans le comté de Meath, dans l'est de l'Irlande, le 8 août 1647. Elle opposa les armées de la Confédération irlandaise et du Parlement anglais pendant les guerres confédérées irlandaises. L'armée irlandaise a été interceptée lors d'une marche vers Dublin, et détruite. Bien qu'il s'agisse d'un événement peu connu, même en Irlande, la bataille a été très sanglante (plus de 3 000 morts) et a eu d'importantes répercussions politiques. La victoire des parlementaires y détruisit l'armée confédérée de Leinster et contribua à l'effondrement de la cause confédérée et à la conquête de l'Irlande par les Cromwelliens en 1649.

## Contexte
En 1647, la Confédération catholique irlandaise contrôlait toute l'Irlande, à l'exception d'enclaves parlementaires autour de Dublin et de Cork et d'un avant-poste écossais en Ulster. L'année précédente, elle avait rejeté un traité avec les royalistes anglais en faveur de l'élimination des dernières forces britanniques en Irlande.
En août, l'armée confédérée du Leinster, commandée par Thomas Preston (en), tente de prendre Dublin à la garnison parlementaire anglaise de Michael Jones, lorsqu'elle est interceptée par les Têtes-Rondes et contrainte de livrer bataille. Jones avait marché 51 km jusqu'à Trim pour soulager la garnison parlementaire du château de Trim. Preston, qui avait suivi les mouvements de Jones, tenta de marcher sur Dublin avant que l'armée de Jones ne revienne, mais il ne parcourut que 19 km avant d'être rattrapé à Dungan's Hill, où les forces confédérées durent se mettre en formation pour la bataille.
La bataille s'est déroulée à 3 kilomètres au sud du village de Summerhill.

## Bataille
Du point de vue des Parlementaires, la victoire dans cette bataille leur a été offerte par l'incompétence du commandant irlandais. Preston était un vétéran de la guerre de Trente Ans, où il avait commandé la garnison espagnole de Louvain, mais il n'avait aucune expérience de la guerre ouverte ou du maniement de la cavalerie. Jones, en revanche, avait été officier de cavalerie pendant la guerre civile anglaise. En conséquence, Preston tenta de déplacer sa cavalerie le long d'une étroite allée couverte (à l'emplacement de l'actuelle route principale), où elle fut prise au piège et soumise aux tirs ennemis sans pouvoir réagir. Pire encore, Preston avait placé une grande partie de ses troupes dans des champs de blé de plus de deux mètres de haut. Par conséquent, ces troupes ne pouvaient pas voir les Parlementaires avant qu'il ne soit trop tard. L'armée confédérée étant dispersée et confuse, les troupes de Jones tombèrent au milieu d'elle, ce qui poussa la cavalerie irlandaise, démoralisée, à fuir le champ de bataille, laissant le reste de l'infanterie de Preston sans soutien.
L'infanterie de l'armée confédérée était principalement équipée de piques et de mousquets lourds et entraînée à se tenir en tercios à la manière espagnole. Elle était donc difficile à briser, mais aussi très immobile, sans cavalerie pour couvrir sa formation encombrante lorsqu'elle se déplaçait. Pire encore, Preston les avait positionnés dans un vaste champ clos, de sorte que lorsque leur cavalerie s'était enfuie, les Parlementaires pouvaient les encercler et les piéger. Une partie de l'infanterie irlandaise, des Highlanders écossais (redshanks (en)) amenés en Irlande par Alasdair MacColla, réussit à charger et à se frayer un chemin à travers les hommes de Jeones et à s'enfuir dans une tourbière voisine, où la cavalerie anglaise ne pouvait pas les suivre. Preston et environ 2 000 à 3 000 hommes de son infanterie régulière parviennent à suivre les Highlanders en lieu sûr, mais les autres sont pris au piège.
La suite des événements est controversée. L'infanterie irlandaise réussit à repousser plusieurs assauts sur sa position, avant d'essayer de suivre ses camarades dans la sécurité de la tourbière. Elle perdit ainsi sa formation, les parlementaires se mettant au milieu d'eux, puis les encerclèrent dans la tourbière. Les récits des parlementaires indiquent simplement que la force irlandaise a alors été détruite. Les récits irlandais, en revanche, affirment que les troupes confédérées se sont rendues et ont été massacrées. L'un des récits, celui d'un frère catholique nommé O'Meallain, indique que les cadavres des fantassins irlandais ont été retrouvés les mains liées. Une étude récente suggère que les Irlandais ont probablement tenté de se rendre, mais que, selon les conventions de la guerre du XVIIe siècle, cette reddition devait être acceptée avant de leur donner droit à la sécurité. Dans ce cas, la reddition n'a pas été acceptée et les fantassins ont été massacrés.
Environ 3 000 soldats confédérés et un petit nombre de parlementaires périrent à Dungan's Hill. L'un des commandants de régiment anglais, le colonel Anthony Hungerford (en), reçut une balle dans la bouche, blessure qui lui valut d'être exclu de l'armée anglaise. La plupart des morts étaient des fantassins irlandais tués dans la dernière phase de la bataille. Les prisonniers étaient principalement des officiers, que les parlementaires pouvaient soit rançonner, soit échanger contre des prisonniers de leur propre camp. Richard Talbot (plus tard comte de Tyrconnell et Lord Deputy d'Irlande, mais à l'époque officier subalterne de cavalerie) faisait partie des prisonniers confédérés.
Immédiatement après la bataille, l'armée d'Ulster d'Owen Roe a franchi le col de Portlester Mill pour mener une action d'arrière-garde efficace, mettant en déroute la brigade avancée de Jones et permettant aux survivants de l'armée de Leinster de s'enfuir. Jones, craignant l'armée d'O'Neill, n'a pas continué la poursuite et est retourné à Dublin. O'Neill et ses hommes reviennent quatre mois plus tard pour enterrer les Confédérés morts.